# Up from the Roots
Up from the Roots è un album di Mongo Santamaría, pubblicato dalla Atlantic Records nel 1972.

## Tracce
Lato A
1. Ebora (Yeza) – 1:30 (Mongo Santamaría) – Registrato il 24 febbraio 1972 a New York
2. En la Habana (Guaguanco) – 3:21 (Julito Collazo) – Registrato il 24 febbraio 1972 a New York
3. Medley – 5:11 (a) Mongo Santamaría b) Julito Collazo) – Registrato il 23 febbraio 1972 a New York
4. Medley – 3:14 (a) Mongo Santamaría b) Julito Collazo) – Registrato il 24 febbraio 1972 a New York
5. Pan de maiz (Conga) – 1:26 (Papaito Muñoz) – Registrato il 24 febbraio 1972 a New York
6. Para ti – 3:04 (Mongo Santamaría) – Registrato il 24 febbraio 1972 a New York

Lato B
1. Sofrito – 3:17 (Neal Creque) – Registrato il 24 febbraio 1972 a New York
2. Little Angel – 4:17 (Eddy Martinez) – Registrato il 24 febbraio 1972 a New York
3. Virtue – 3:32 (Al Mounzon) – Registrato il 22 febbraio 1972 a New York
4. José Outside – 3:08 (Marty Sheller) – Registrato il 24 febbraio 1972 a New York
5. Forked Tongue – 3:18 (Marty Sheller) – Registrato il 22 febbraio 1972 a New York

## Musicisti
Brani A1, A2, A4, A5, A6, B1, B2 & B4
- Mongo Santamaría - conga drums
- Mongo Santamaría - arrangiamenti (brani : A1, A2, A4 & A5)
- Marty Sheller - arrangiamenti (brani : A6 & B4)
- Neal Creque - arrangiamenti (brano : B1)
- Eddie Martinez - arrangiamenti (brano : B2)
- Jon Faddis - tromba
- Ray Maldonado - tromba
- Lew Soloff - tromba
- Felix Watkins - flauto (brani : A6 & B1)
- Bill Saxton - sassofono alto, sassofono baritono
- Carter Jefferson - sassofono tenore, sassofono soprano
- Eddie Martinez - pianoforte, pianoforte elettrico, arrangiamenti
- Eddie "Gua Gua" Rivera - basso elettrico
- Jimmy Johnson - batteria (brano : B4)
- Steve Berrios - batteria, timbales
- Papaito Muñoz - conga drums
- Pablo Rosario - bongos, campana
- Julito Collazo - bata drum, chequere, conga drums, tamburello, voce
- Caito - accompagnamento vocale
- Marcelino Guerra - accompagnamento vocale
- Welfo - accompagnamento vocale

Brano A3
- Mongo SantamaríaSantamaría - conga drums, arrangiamenti

Brani B3 & B5
- Mongo Santamaría - conga drums
- Marty Sheller - arrangiamenti
- Jon Faddis - tromba
- Ray Maldonado - tromba
- Lew Soloff - tromba
- Bill Saxton  - sassofono alto, sassofono baritono
- Carter Jefferson - sassofono tenore, sassofono soprano
- Eddie Martinez - pianoforte, pianoforte elettrico
- Eddie Gua Gua Rivera - basso elettrico
- Steve Berrios - batteria
- Papaito Muñoz - conga drums
- Julito Collazo - bata drum, chequere, conga drums, tambourine, voce
- Caito  - accompagnamento vocale
- Marcelino Guerra  - accompagnamento vocale
- Welfo  - accompagnamento vocale